# Priscilla Taylor
Priscilla Lee Taylor (nacida el 15 de agosto de 1976 en Miami, Florida) es una modelo y actriz estadounidense. Fue Playmate del mes para la revista Playboy en marzo de 1996. Su desplegable fue fotografiado por Richard Fegley.
Taylor empezó a modelar a la edad de 12 años. Coprotagonizó la comedia situacional adolescente Malibu CA como la actriz/rubia de playa Traycee Bancos. Taylor es también la fundadora y dueña de "Dutchess Couture". También fue competidora en el Playboy Playmate episodio de Factor de Miedo que fue un counterprogram de la NBC al espectáculo de la Super Bowl de 2002.